# Maicon Douglas Sisenando

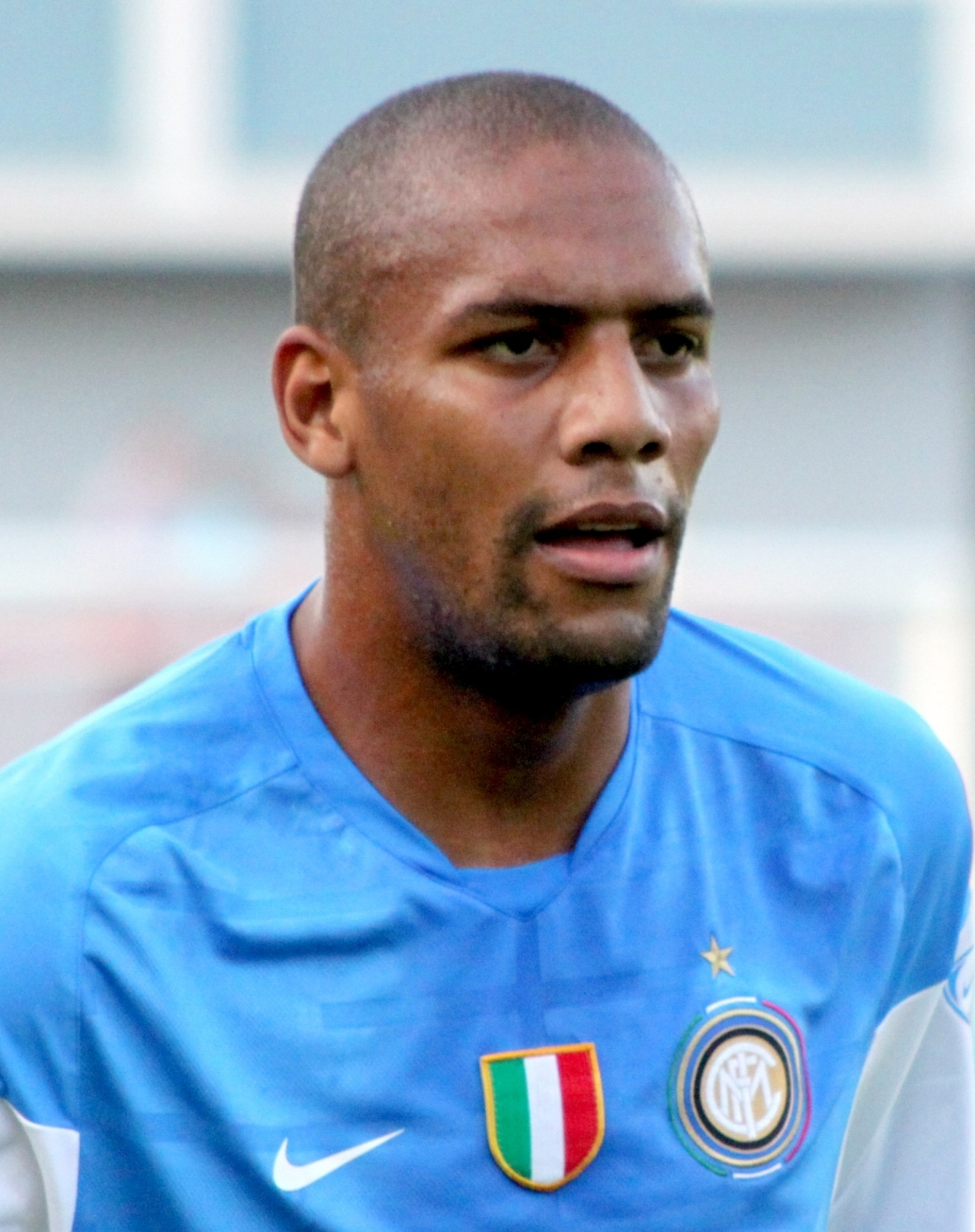
Maicon en un entrenamiento en 2009.

Maicon Douglas Sisenando (Novo Hamburgo, 26 de julio de 1981), más conocido como Maicon, es un exfutbolista brasileño que jugaba como defensa. Su último equipo fue el S. P. Tre Penne.

## Biografía
Debutó en 2001 en el Cruzeiro E. C. de Brasil, donde disputó dos temporadas en las que ganó un campeonato brasileño y dos campeonatos estatales. 
En junio de 2004 dio el salto al fútbol europeo firmando un contrato con el A. S. Mónaco. Con este equipo debutó en la Liga de Campeones de la UEFA y finalizó 3.º en la Ligue 1 2004-05. En 2006, tras 2 temporadas en el Principado, fichó por el Inter de Milán para los próximos 5 años. En este periodo se convirtió en una de las piezas claves de un equipo que ganó varios títulos, entre ellos, cuatro Serie A consecutivas y una Liga de Campeones de la UEFA en 2010.
El 31 de agosto de 2012 se incorporó al Manchester City de la Premier League de Inglaterra, pero allí no tuvo mucho protagonismo (sólo jugó 14 partidos en toda la temporada) y al año siguiente rescindió su contrato con el club inglés para irse a la A. S. Roma. Tras terminar como subcampeón de la Serie A, renovó su contrato con el club italiano por un año más. En la temporada siguiente, su equipo volvió a ser subcampeón de la Serie A, aunque su participación en el equipo decayó notablemente. El 30 de junio de 2016 terminó su contrato con el club romano.
El 31 de mayo de 2017 volvió a su país para incorporarse al modesto Avaí Futebol Clube, equipo recién ascendido a la Serie A. Dejó el club tras sólo 7 meses.
El 21 de diciembre de 2018 regresó al Criciúma E. C., club que lo formó como jugador, en la Serie B brasileña, a los 37 años de edad.
En septiembre de 2020, tras varios meses sin equipo, firmó con el Villa Nova A. C. para jugar en la cuarta categoría del fútbol brasileño. Tres meses después, abandonó el equipo para volver al fútbol italiano tras firmar con el A. S. D. Sona Calcio que militaba en la Serie D. En junio de 2021, fichó por la S. P. Tre Penne para participar en la Liga Europa Conferencia de la UEFA.

## Selección nacional
Debutó con la selección de Brasil en 2003. En los años siguientes, ganaría dos Copas América (2004 y 2007) y dos Copas Confederaciones (2005 y 2009) con la verdeamarela.
Posteriormente, fue seleccionado por Dunga para defender los colores de Brasil en la Copa Mundial de Fútbol de 2010, donde la "canarinha" llegó a cuartos de final.
El 7 de mayo de 2014 Luiz Felipe Scolari lo incluyó en la lista final de 23 jugadores que representaron a Brasil en la Copa Mundial de Fútbol de 2014. Tras la suspensión de Dani Alves ante Chile en octavos de final, instancia donde Brasil superó al equipo trasandino en penaltis, Maicon jugaría los partidos siguientes, el 2-1 ante Colombia y la histórica derrota por 1-7 ante Alemania en la semifinal. También jugó el partido por el tercer lugar ante los Países Bajos, donde Brasil cayó por 3-0.
Jugó su último partido con la verdeamarela el 2 de septiembre de 2014 ante Colombia, donde Brasil ganó por 1-0. Jugó todo el partido. Sin embargo, el 8 de septiembre fue expulsado de la selección nacional tras "supuestamente" eyacular en el shampoo de su compañero David Luiz estando en evidente estado de embriaguez. También se especuló que el zaguero habría sostenido una relación homosexual con otro integrante del plantel, hecho que no se llegó comprobar y que el jugador negó tajantemente.

### Participaciones en Copas del Mundo
| Mundial           | Sede      | Resultado        | Partidos | Goles |
| ----------------- | --------- | ---------------- | -------- | ----- |
| Copa Mundial 2010 | Sudáfrica | Cuartos de final | 5        | 1     |
| Copa Mundial 2014 | Brasil    | Cuarto lugar     | 3        | 0     |

### Participaciones en Copas FIFA Confederaciones
| Copa                      | Sede      | Resultado | Partidos | Goles |
| ------------------------- | --------- | --------- | -------- | ----- |
| Copa Confederaciones 2005 | Alemania  | Campeón   | 2        | 0     |
| Copa Confederaciones 2009 | Sudáfrica | Campeón   | 4        | 1     |

### Participaciones en Copa América
| Copa              | Sede      | Resultado        | Partidos | Goles |
| ----------------- | --------- | ---------------- | -------- | ----- |
| Copa América 2004 | Perú      | Campeón          | 5        | 0     |
| Copa América 2007 | Venezuela | Campeón          | 5        | 1     |
| Copa América 2011 | Argentina | Cuartos de final | 2        | 0     |

## Estadísticas

### Clubes
Actualizado al último partido disputado el 15 de julio de 2021.
| Club | Div.          | Temporada     | Liga  | Liga  | Copas (1) | Copas (1) | Internacional (2) | Internacional (2) | Total | Total |
| Club | Div.          | Temporada     | Part. | Goles | Part.     | Goles     | Part.             | Goles             | Part. | Goles |
| --- | ------------- | ------------- | ----- | ----- | --------- | --------- | ----------------- | ----------------- | ----- | ----- |
| Cruzeiro · Brasil | 1.ª           | 2000          | -     | -     | 2         | -         | -                 | -                 | 2     | -     |
| Cruzeiro · Brasil | 1.ª           | 2001          | 18    | 0     | 9         | 0         | 6                 | 0                 | 33    | 5     |
| Cruzeiro · Brasil | 1.ª           | 2002          | 19    | 1     | 31        | 1         | -                 | -                 | 50    | 2     |
| Cruzeiro · Brasil | 1.ª           | 2003          | 12    | -     | 3         | -         | 2                 | 0                 | 11    | -     |
| Cruzeiro · Brasil | 1.ª           | 2004          | 8     | 0     | 10        | 0         | 5                 | 1                 | 23    | 1     |
| Cruzeiro · Brasil | Total club    | Total club    | 57    | 1     | 55        | 1         | 12                | 1                 | 125   | 3     |
| A. C. Mónaco Francia | 1.ª           | 2004-05       | 30    | 4     | 4         | -         | 9                 | 1                 | 43    | 5     |
| A. C. Mónaco Francia | 1.ª           | 2005-06       | 28    | 1     | 3         | -         | 7                 | 1                 | 38    | 2     |
| A. C. Mónaco Francia | Total club    | Total club    | 58    | 5     | 7         | 0         | 16                | 2                 | 81    | 7     |
| Inter de Milán Italia | 1.ª           | 2006-07       | 32    | 2     | 4         | 0         | 8                 | 1                 | 44    | 3     |
| Inter de Milán Italia | 1.ª           | 2007-08       | 31    | 1     | 3         | 0         | 5                 | 0                 | 39    | 1     |
| Inter de Milán Italia | 1.ª           | 2008-09       | 29    | 4     | 4         | 0         | 8                 | 1                 | 41    | 5     |
| Inter de Milán Italia | 1.ª           | 2009-10       | 33    | 6     | 6         | 0         | 13                | 1                 | 52    | 7     |
| Inter de Milán Italia | 1.ª           | 2010-11       | 28    | 1     | 5         | 0         | 10                | 0                 | 43    | 1     |
| Inter de Milán Italia | 1.ª           | 2011-12       | 24    | 2     | 2         | 1         | 3                 | 0                 | 29    | 3     |
| Inter de Milán Italia | 1.ª           | 2012-13       | -     | -     | -         | -         | 1                 | 0                 | 1     | 0     |
| Inter de Milán Italia | Total club    | Total club    | 177   | 16    | 24        | 1         | 46                | 3                 | 249   | 20    |
| Manchester City Inglaterra | 1.ª           | 2012-13       | 9     | 0     | 1         | 0         | 3                 | 0                 | 13    | 0     |
| Manchester City Inglaterra | Total club    | Total club    | 9     | 0     | 1         | 0         | 3                 | 0                 | 13    | 0     |
| A. S. Roma · Italia | 1.ª           | 2013-14       | 28    | 2     | 3         | 0         | -                 | -                 | 31    | 2     |
| A. S. Roma · Italia | 1.ª           | 2014-15       | 14    | 1     | 2         | 0         | 3                 | 1                 | 19    | 2     |
| A. S. Roma · Italia | 1.ª           | 2015-16       | 15    | 1     | 1         | 0         | 3                 | 0                 | 19    | 1     |
| A. S. Roma · Italia | Total club    | Total club    | 57    | 4     | 6         | 0         | 6                 | 1                 | 69    | 5     |
| Avaí F. C. · Brasil | 1.ª           | 2017          | 9     | 1     | -         | -         | -                 | -                 | 9     | 1     |
| Avaí F. C. · Brasil | Total club    | Total club    | 9     | 1     | 0         | 0         | 0                 | 0                 | 9     | 1     |
| Criciúma E. C. · Brasil | 2.ª           | 2019          | 13    | 0     | 17        | 0         | -                 | -                 | 30    | 0     |
| Criciúma E. C. · Brasil | Total club    | Total club    | 13    | 0     | 17        | 0         | 0                 | 0                 | 30    | 0     |
| Criciúma E. C. · Brasil | 4.ª           | 2020          | 8     | 0     | -         | -         | -                 | -                 | 8     | 0     |
| Criciúma E. C. · Brasil | Total club    | Total club    | 8     | 0     | 0         | 0         | 0                 | 0                 | 8     | 0     |
| Vila Nova F. C. · Brasil | 4.ª           | 2021          | 17    | 0     | 0         | -         | -                 | -                 | 17    | 0     |
| Vila Nova F. C. · Brasil | Total club    | Total club    | 17    | 0     | 0         | 0         | 0                 | 0                 | 17    | 0     |
| Tre Penne San Marino | 1.ª           | 2021-22       | 1     | 0     | 0         | 0         | 2                 | 0                 | 3     | 0     |
| Tre Penne San Marino | Total club    | Total club    | 1     | 0     | 0         | 0         | 2                 | 0                 | 3     | 0     |
| Total carrera | Total carrera | Total carrera | 406   | 27    | 110       | 2         | 82                | 7                 | 604   | 36    |
| (1) Incluye datos de Copa Italia, Supercopa de Italia y Campeonato Mineiro. (2) Incluye datos de Copa Libertadores, Copa Mercosur, UEFA Europa League, Supercopa de Europa, UEFA Champions League, Mundial de Clubes y UEFA Conference League. |               |               |       |       |           |           |                   |                   |       |       |

## Palmarés

### Títulos nacionales
| Título              | Club                  | País       | Año  |
| ------------------- | --------------------- | ---------- | ---- |
| Supercopa de Italia | Inter de Milán        | Italia     | 2006 |
| Serie A             | Inter de Milán        | Italia     | 2007 |
| Serie A             | Inter de Milán        | Italia     | 2008 |
| Supercopa de Italia | Inter de Milán        | Italia     | 2008 |
| Serie A             | Inter de Milán        | Italia     | 2009 |
| Serie A             | Inter de Milán        | Italia     | 2010 |
| Copa de Italia      | Inter de Milán        | Italia     | 2010 |
| Supercopa de Italia | Inter de Milán        | Italia     | 2010 |
| Copa de Italia      | Inter de Milán        | Italia     | 2011 |
| Community Shield    | Manchester City F. C. | Inglaterra | 2012 |

### Títulos internacionales
| Título                       | Club (*)            | Sede      | Año  |
| ---------------------------- | ------------------- | --------- | ---- |
| Copa América                 | Selección de Brasil | Perú      | 2004 |
| Copa Confederaciones         | Selección de Brasil | Alemania  | 2005 |
| Copa América                 | Selección de Brasil | Venezuela | 2007 |
| Copa Confederaciones         | Selección de Brasil | Sudáfrica | 2009 |
| Liga de Campeones de la UEFA | Inter de Milán      | Madrid    | 2010 |
| Copa Mundial de Clubes       | Inter de Milán      | EAU       | 2010 |

### Distinciones individuales
| Distinción                                         | Año  |
| -------------------------------------------------- | ---- |
| Incluido en el Once Ideal del Mundial de Sudáfrica | 2010 |
| Samba de Oro                                       | 2010 |
| FIFA/FIFPro World XI                               | 2010 |
| Defensa del año por la UEFA                        | 2010 |